# Casa al carrer Sant Antoni, 15 (Caldes de Malavella)
L'edifici situat al carrer Sant Antoni, 15 és una obra del municipi de Caldes de Malavella (Selva) inclosa en l'Inventari del Patrimoni Arquitectònic de Catalunya. És un edifici veí del també inventariat edifici del carrer Sant Antoni, 11.

## Descripció
És un edifici entre mitgeres, situat al nucli urbà de Caldes de Malavella, al carrer Sant Antoni. L'edifici, de planta baixa i pis, està cobert per una teulada de taula àrab. A la façana principal, a la planta baixa, hi ha la porta d'entrada en arc de llinda o arc pla. Al costat dret, hi ha una finestra quadrangular. A la part superior de la finestra i de la porta, hi ha una decoració lineal en esgrafiat.
Al pis, sobre la porta d'entrada hi ha un balcó amb llosana de pedra, i barana de ferro forjat. S'hi accedeix a través d'una obertura en arc pla o de llinda. Al costat dret, hi ha una finestra en arc de mig punt, amb un ampit decorat amb rajola. Corona la façana un frontó en arc escarser, decorat amb un esgrafiat amb elements florals, al costat del qual hi ha dues baranes de ferro forjat recolzades sobre part de barana d'obra en arc de mig punt invertit, al costat del qual hi ha dos pilars amb elements de gerreria. La barana és només un coronament de la façana, no hi ha terrat.